# Oniguiri

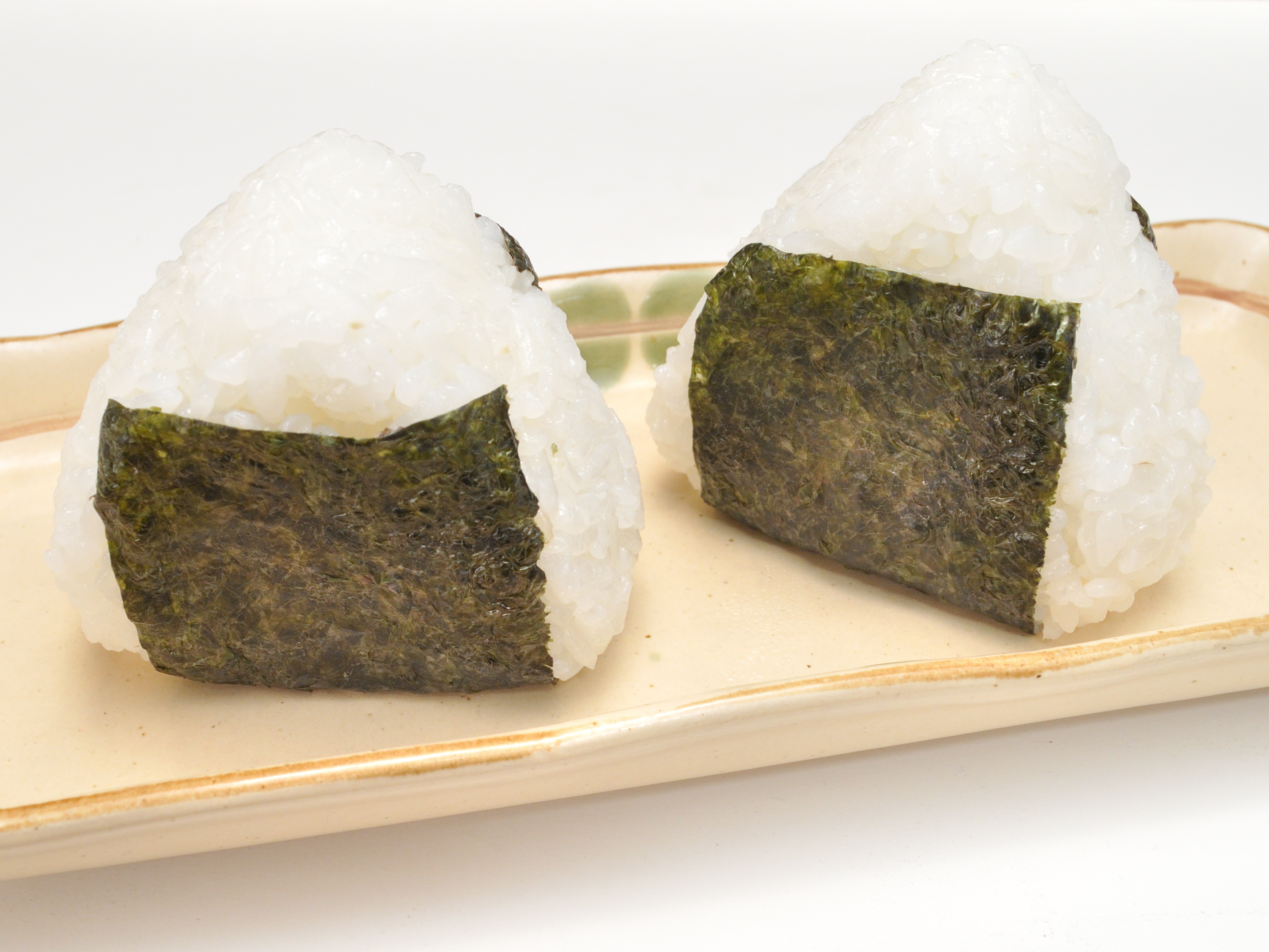
Oniguiri

O oniguiri  (em japonês: お握り; onigiri em rōmaji) também conhecido como nigiri, omusubi (おむすび) ou bola de arroz é um bolinho de arroz japonês geralmente em forma de triângulo, ou de forma ovalada envolto por uma folha de nori.
Ele pode receber vários tipos de recheio, mas tradicionalmente é recheado com salmão frito, umeboshi, katsuobushi, ou qualquer outro tipo de ingrediente salgado ou azedo.
No Japão o oniguiri é encontrado em uma infinidade de lugares que vão desde lojas de conveniência, supermercados, feiras livres, casas de sushi ou até mesmo estabelecimentos especializados em oniguiri chamados onigiri-ya.

## História
Escritos do o século XV, contam que muitos samurais guardavam bolinhas de arroz em bambus, e usavam como refeição durante as batalhas, por ser leve e de fácil transporte.  Mas as origens do oniguiri são muito remotas.
Antes dos pauzinhos (hashi) tornarem-se difundidos no Período Nara, o arroz foi frequentemente rolado em pequenas bolinhas para que pudesse ser servido facilmente. No Período Heian também era feito em forma retangular para que pudesse ser empilhado em uma chapa e comido com facilidade.
Do Período Kamakura ao Período Edo, o oniguiri foi usado como refeição rápida.  Isso fez com que os cozinheiros apenas pensassem em como fazer uma grande quantidade de oniguiris sem pensar em como servir.  Este oniguiri era simplesmente uma esfera de arroz temperado com sal.  O nori não tornou-se popular até o Período Meiji, quando seu cultivo e a fabricação de folhas a partir dele tornaram-se extensamente difundidos no Japão.
Acreditou-se que o oniguiri não poderia ser produzido com uma máquina porque a técnica de rolar o arroz era demasiada difícil para que uma máquina executasse. Nos anos 1980, foi construída uma máquina que fazia oniguiri em forma de triângulo. Isto foi encarado inicialmente com certo ceticismo porque, ao invés de ter o enchimento rolado do modo tradicional (para dentro), o enchimento foi posto simplesmente fazendo-se um furo no oniguiri e escondendo com nori.

## Recheios
- Peixe
  - Salmão
  - Enguia
  - Shirako
  - Atum
- Furikake
- Picles
  - Kimchi
  - Nozawana
  - Tsukudani
  - Umeboshi
- Frutos do Mar
  - Mentaiko
  - Ouriço-do-mar
  - Camarão